# 情緒主義
情緒主義（じょうちょしゅぎ、英: emotivism、情動主義とも）は、倫理的な文は命題ではなく、情緒的な態度を表現すると主張するメタ倫理学の見解である。そのため、口語的には万歳・くたばれ説（英: hurrah-boo theory）として知られている。各々の道徳判断は個々人の好みや感情の表明に過ぎないとする立場であるため、道徳は客観的な合理性を持つものではないとして、理性で把握するような道徳法則を想定していない。20世紀における分析哲学と論理実証主義の成長の影響を受け、この理論はアルフレッド・エイヤーによって1936年の彼の著書『言語・真理・論理』で鮮やかに表現されたが、 その発展はチャールズ・スティーブンソンによるものが多い。
情緒主義は非認知主義あるいは表現主義の一形態と見なすことができる。それは他の非認知主義の形態（擬似現実主義 と普遍的指令主義）と、全ての認知主義の形態（道徳的現実主義と倫理的主観主義を含む）と対立している。
1950年代に、情緒主義はリチャード・マーヴィン・ヘアの普遍的指令主義で修正された形で現れた。

## 歴史

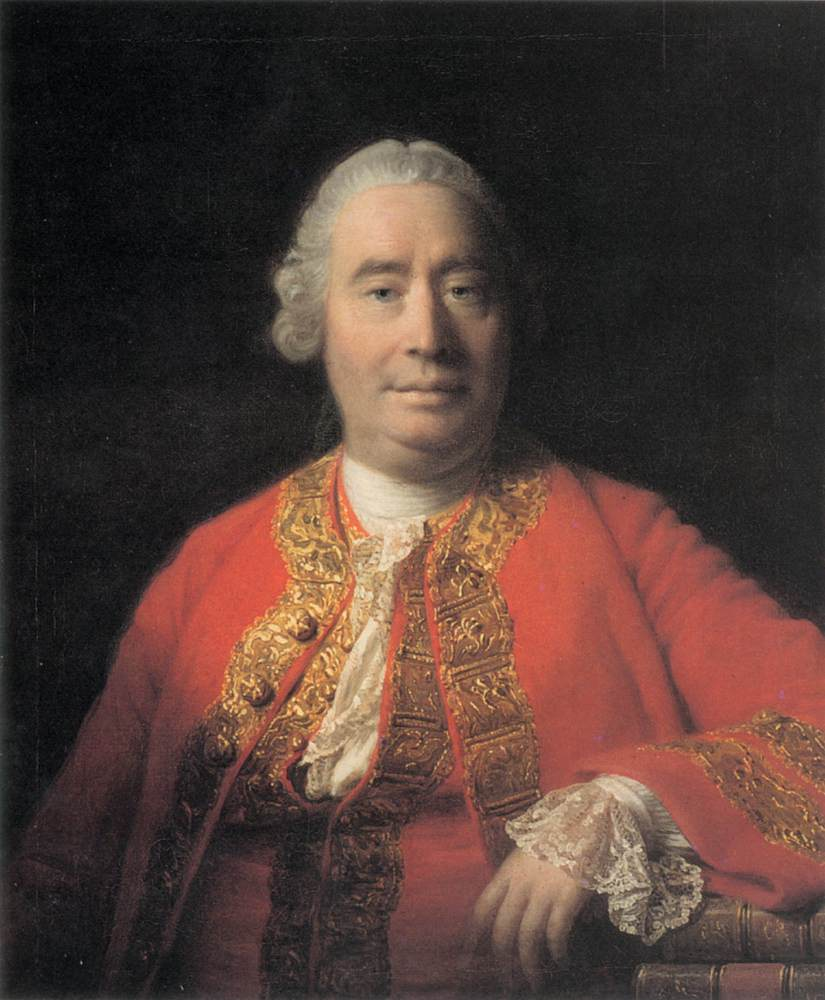
デイヴィッド・ヒュームの倫理に関する発言は、20世紀の情緒主義者たちのそれを先取りしたものであった。

情緒主義は20世紀初頭に隆盛を極めたが、その起源は何世紀も前に遡る。1710年に、ジョージ・バークリーは、言語が一般に感情を喚起するだけでなく、アイデアを伝達する手段としてよく使われると述べた。何十年後になって、デイヴィッド・ヒュームはスティーブンソンが生み出した後のアイデアに似た考えを主張した。彼の1751年の著書『道徳原理の研究』では、ヒュームは道徳を事実とは関連がないものとし、「感情によって決定される」と考えた。
道徳の議論において、我々はすべての対象とそれらの相互関係を事前に知っていなければならない。そして全体を比較し、選択や認同を定める。…我々がその人が攻撃者かどうかを知らないのであれば、その人を殺した人が犯罪者か無実かをどのように決定することができるだろう？しかし、すべての状況、すべての関係が明らかになった後、理解がさらに働く余地はなく、それが作用する対象もない。その後に続く認同または非難は、判断の仕事ではなく、心の仕事であり、それは推測的な命題や主張ではなく、活動的な感情や感情である。
ジョージ・エドワード・ムーアは1903年に『倫理学原理』を発表し、倫理的自然主義者たちが倫理的な用語（「善い」や「悪い」など）を非倫理的な用語（「喜ばせる」や「落胆させる」など）に翻訳しようとする試みは「自然主義の誤謬」を犯していると主張した。ムーアは認知主義者だったが、彼の倫理的自然主義への反論は他の哲学者たちを非認知主義、特に情緒主義へと向かわせた。
20世紀初頭の論理実証主義の興隆と、その意味の検証可能性基準の出現は、一部の哲学者に、経験的な検証ができない倫理的な主張は認知的に意味がないと結論付けさせた。この基準は、アルフレッド・エイヤーが『言語・真理・論理』で実証主義を擁護し、情緒主義の彼の主張を述べたものにとって基本的なものだった。しかし、情緒主義自体には実証主義が必要というわけではなく、特にエイヤーの形ではそうでもない、そしてエイヤーに大きな影響を与えたウィーン学団の一部の実証主義者は非情緒主義者の見解を持っていた。
リチャード・マーヴィン・ヘアは1952年の「道徳の言語」で彼の倫理学理論である普遍的指示説を展開し、スティーヴンソンが時には道徳的な論争が心理的でなく理性的であると考えていた「プロパガンダ」に対する合理的な道徳的論争の重要性を弁護しようとした。しかし、ヘアの反対は普遍的なものではなく、彼の非認知論的理論と情緒主義論的なものとの間にある類似性、特に彼とスティーヴンソンの主張、すなわち道徳的判断は命令を含んでおり、したがって純粋に記述的ではないという事実は、一部の人々に彼を情緒主義者とみなす原因となった。これは彼が否定した分類である。
私は、事実、情緒主義者たちが記述主義を否定するところについては彼らに賛同してきた。しかし、私は情緒主義者ではない。が、よくそう呼ばれてきた。しかし、彼らの反対者の大半とは異なり、私は彼らの非記述主義ではなく、彼らの非合理主義が誤りであると認識していた。だから、私の主な課題は、命令形、つまり最も簡単な種類の規定が、記述的ではない一方で論理的な制約を受けることができるという合理主義的な非記述主義を見つけることだった。

## 支持者
情緒主義の影響力のある論述は、チャールズ・ケイ・オグデンとアイヴァー・リチャーズが1923年に言語についての書籍『意味の意味』で、そして1934年にW. H. F. バーンズとA. ダンカン-ジョーンズが独立した倫理に関する作品で述べた。しかしながら、エイヤーや特にスティーブンソンの後の作品が、この理論の最も発展した議論の擁護となっている。

### アルフレッド・エイヤー
アルフレッド・エイヤーの情緒主義のバージョンは、『言語・真理・論理』の第6章「倫理と神学の批判」に記されている。この章でエイヤーは「通常の倫理システム」を4つのクラスに分けている。
1. 倫理的用語の定義を表現する命題、または特定の定義の正当性や可能性についての判断
2. 道徳体験の現象とその原因を記述する命題
3. 道徳的美徳への励行
4. 実際の倫理判断

彼は第一クラスの命題、すなわち道徳判断に焦点を当てていて、第二クラスの命題は科学に属し、第三クラスの命題は単なる命令であり、第四クラスの命題は（規範倫理学と対照的にメタ倫理学で考察される）倫理哲学にとっては具体的すぎる。第三クラスの命題はエイヤーの情緒主義には無関係であったが、後にスティーブンソンの中で重要な役割を果たすことになる。
エイヤーは、道徳判断は非倫理的、経験的な用語に翻訳することができず、したがって検証することができないと主張する。これにおいて彼は倫理的直観主義者と同意見である。しかし、彼は「無価値な」直観に訴えることを放棄するため、直観主義者とは異なる。なぜならば一人の人間の直観はしばしば他の人のそれと矛盾するからである。代わりに、エイヤーは倫理的概念は「単なる擬似概念」であると結論づけている。
倫理的記号の存在は、命題の事実的内容に何も加えない。だから、もし私が誰かに「そのお金を盗む行為は間違っていた」と言ったとしたら、私は「お金を盗んだ」とだけ言った場合以上のことは述べていない。その行為が間違っているという追加的なことを言うことで、私はそれについてさらに何かを述べているわけではない。私はただ、それに対する道徳的な非難を表明しているだけだ。それは私が特別な恐怖の調子で「お金を盗んだ」と言ったか、あるいは何か特別な感嘆符を追加してそれを書いたかのようなものだ。…もし私が以前の発言を一般化して「お金を盗むことは間違っている」と言ったとしたら、私は事実的な意味を持たない文を生み出す—それは、真か偽かを表現できる命題を表現していない。…私は単に特定の道徳的な感情を表現しているだけだ。
エイヤーは主観主義者と同様に、倫理的な発言が必然的に個々の態度と「関連している」と主張するが、それらはそれらの態度に関する「命題」として適切に理解されることができないため、真理値を欠いていると彼は言う。エイヤーは倫理的な文章を承認の「表現」であり、「主張」ではないと考えている。承認の主張は常に承認の表現に伴って行われるかもしれないが、主張をせずに表現を行うことができる。エイヤーの例は退屈で、これは明示的な主張である「私は退屈している」として、または声の調子、体言語、および他のさまざまな口頭の発言を含む非主張を通じて表現することができる。彼は倫理的な発言を後者の種類の表現と見なしており、したがって「盗みは間違っている」というフレーズは、「私は盗みを不承認する」という命題と等価ではないが、不承認の表現である非命題的な文である。
彼は倫理理論が非認識的であり、主観的ではないと主張した後、自身の立場と主観主義がジョージ・エドワード・ムーアの主張、つまり倫理的な論争は明らかに真の論争であり、単なる反対感情の表現ではないという主張に同じ様に直面していると受け入れる。エイヤーの擁護は、すべての倫理的な論争が価値体系の適用に関する「事実」についてであり、価値体系自体についてではない、ということである。なぜなら、価値に関する任意の論争は、一つの価値体系が他のものより優れていると判断することによってのみ解決でき、この判断自体が共有された価値体系を前提としているからである。もしムーアが「価値」の実際の意見の相違について間違っているなら、私たちは「事実」の実際の意見の相違があるという主張に直面しており、エイヤーはこれを躊躇なく受け入れる。
もし我々の対手が特定のタイプ「t」に対する道徳的な非承認を我々と共に表現するならば、我々はAがタイプtであると示す議論を提出することで、彼に特定の行動Aを非難させることができる。なぜならAがそのタイプに属しているかどうかは明確な事実の問題だからだ。

### チャールズ・スティーブンソン
スティーブンソンの作品は、エイヤーの見解の発展として、また、「2つの広範な倫理的情緒主義の型」の一つの代表として見られてきた。分析哲学者であるスティーブンソンは、彼の1937年のエッセイ「倫理用語の情緒的意味」で、任意の倫理理論が3つのことを説明すべきだと提案した。道徳的な問いに対する知的な意見の相違が起こること、「善い」のような道徳的な用語が行動を奨励する「磁石」であること、そして科学的方法が道徳的な主張を検証するのに不十分であることである。スティーブンソン自身の理論は、彼の1944年の書籍「倫理と言語」で完全に展開された。その中で、彼はエイヤーと同様に、倫理的な文章が話し手の感情を表現すると同意し、しかし、それらはまた聞き手の感情を変えることを意図した命令形の要素も持っており、この要素はより重要であると彼は主張する。エイヤーが価値観や基本的な心理的傾向について語るが、スティーブンソンは態度について語り、エイヤーが事実の意見の相違、つまり、特定のケースに特定の価値観を適用することについての合理的な論争について語るが、スティーブンソンは信念の違いについて語っている。これらの概念は同一である。用語を除けば、スティーブンソンは倫理的な主張を2つの分析パターンに従って解釈する。

#### 第一パターンの分析
彼の第一パターンの分析によれば、倫理的な声明には2つの部分がある。話し手の態度の宣言とそれを反映するための命令であるため、「『これは善い』は私はこれを承認する。同じようにせよ」を意味する。文の前半部分は命題であるが、命令形の半分はそうではないため、スティーブンソンの倫理的な文の翻訳は非認識論的なものとなる。
命令形は証明されることはできないが、それでも支持されることはできるため、聞き手はそれらが全く恣意的ではないことを理解することができる。
ドアを閉めるように言われた場合、「なぜ?」と尋ねて、「風が強すぎる」や「音が気になる」などの理由を受け取ることがある。… これらの理由を「証明」と呼ぶことは、危険なほど広範に意味を拡大した意味でしかなく、また、それらは命令形に対して演繹的または帰納的に関連しているわけではないが、それらは明らかに命令形を「支持」する。それらはそれを「裏付ける」または「確立する」、または「事実に関する具体的な参照に基づいてそれを立証する」。
これらの支持の目的は、聞き手に彼らが命じられている行動の結果を理解させることである。一旦彼らがその命令の結果を理解すれば、その命令に従うことが望ましい結果をもたらすかどうかを判断することができる。
命令形は、聞き手の態度や行動を変えるために使われる。… それに続く理由は、命令形が変えようとする状況、あるいは命令形がもたらそうとする新たな状況を述べるものである。そして、これらの事実が新たな状況が聞き手の願望の大部分を満足させるものであることを示せば、彼はもはや命令に従うことをためらうことはない。一般的に、理由は、命令に従う意思を変える可能性がある信念を変えることによって、命令を支持する。

#### 第二のパターンの分析
スティーブンソンの第二のパターンの分析は、特定の行動ではなく、行動のタイプについての声明に使用される。このパターンでは、
「これは善い」は「これは品質や関係X、Y、Z …を持っている」という意味を持つ。ただし、「善い」は賞賛の意味を持っているため、話し手の承認を表現し、聞き手の承認を引き出す傾向がある。
第二パターンの分析では、話し手は行動を直接判断するのではなく、一般的な原則に基づいて評価する。「殺人は間違っている」と言う人は、「殺人は全体的な幸福を減少させる」と意味するかもしれない。これは、第二パターンの声明から第一パターンの声明へと導くものである。つまり、「私は全体的な幸福を減少させるものを全て承認しない。同じようにせよ」ということである。

#### 議論の方法
スティーブンソンにとって、道徳的な不一致は、基本的な態度の違い、特定のケースについての道徳的な信念の違い、あるいはその両方から生じる可能性がある。彼が提案した道徳的な議論の方法は、論理的、理性的心理学的、および非理性的心理学的の議論の形式という3つのグループに分けられている。
論理的な方法は、人の基本的な態度とその特定の道徳的な信念との間の矛盾を示す努力を含む。例えば、「エドワードは良い人だ」と言いつつ、「エドワードは泥棒だ」と「泥棒は良い人ではない」と以前に言っていた人は、一つの発言を撤回するまで矛盾しているとされる。同様に、「嘘つきは常に間違っている」と言う人が、ある状況では嘘が道徳的に許されると考えるかもしれない。そのような状況の例を示すことができれば、彼の見解が論理的に一貫していないことを示すことができる。
理性的心理学的方法は、基本的な態度と特定の道徳的信念とを結びつける事実を調査する。目的は、論理的な方法のように誰かが矛盾していることを示すのではなく、彼らの態度と信念を結びつける事実について間違っているだけである。前の例を修正して考えてみよう、全ての泥棒は悪人だと考えている人が、エドワードが公共の場で見つけた財布をポケットに入れるのを見たとしよう。彼女は彼が泥棒だと結論づけ、その態度（泥棒は悪人だ）と信念（エドワードは泥棒だから悪人だ）との間に矛盾はないだろう。しかし、エドワードは財布を友人のものと認識し、すぐにそれを返したのかもしれない。このような事実の明らかになることは、観察者のエドワードについての信念を変える可能性が高く、たとえそれが変わらなくても、そのような事実を明らかにしようとする試みは、道徳的な議論の理性的心理学的形式として数えられるだろう。
非理性的心理学的方法は、聞き手の態度に対して必ずしも論理的な結びつきを持たない、しかし心理的な影響力を持つ言葉を中心に展開される。スティーブンソンはこのような方法の主要なものを「説得」と呼び、「ある程度広義の意味で」と書いている。
「説得」は、言葉のまっすぐで、直接的な感情的な影響に依存している—感情的な意味、修辞的な節奏、適切な隠喩、力強い、刺激的な、または懇願的な声の調子、劇的なジェスチャー、聞き手や観客との「共感」を確立するための注意、など。…聞き手の態度の再指向は、彼の信念を変えるという間接的なステップによってではなく、「訴え」によって求められる。これは明らかであるか微妙であるか、粗野であるか洗練されているかにかかわらない。
説得は、「民主主義」や「独裁者」のような特定の情緒的な言葉の使用を含むかもしれない。あるいは、「もし全員があなたのように考えたらどうなるか？」や「もしあなたが彼らの立場にいたらどう感じるか？」のような仮定的な質問を含むかもしれない。

## 批判
功利主義者で哲学者のリチャード・ブラントは、1959年の著書『倫理理論』で情緒主義に対するいくつかの批判をもたらした。彼の最初の批判は、「倫理的な発言は明らかに感情理論が言っているようなものではなく、初見では少なくとも声明と見なされるべきだ」というものである。彼は情緒主義が、なぜほとんどの人々が、歴史的に見て、倫理的な文を「事実を述べるもの」と見なし、ただ情緒的なものとは見なさなかったのかを説明できないと考えている。さらに、彼は、道徳的な見解を変えた人々が、自分たちの以前の見解を単に異なるものではなく、間違っていたと見なすと主張し、それは彼らの態度が変わっただけであれば意味をなさないと主張する。
たとえば、子供の頃にエンドウ豆を食べるのが嫌だった人が考えてみよう。大人になった彼はこれを思い出して楽しみ、好みが年齢とともに変わることに気づく。しかし、彼は、以前の態度が「間違っていた」とは言わない。一方、彼が無宗教や離婚を邪悪とみなしていたことを思い出し、今はそうは思わないなら、彼は以前の見解を誤ったもので根拠のないものとみなす。…倫理的な発言は、感情理論が言っているようなものには見えない。
ジェームズ・アームソンの1968年の著書『情緒主義倫理論』では、彼が「大いに価値ある作品」である『倫理と言語』におけるスティーブンソンの多くの点に「彼の貴重な洞察を一貫してゆがめるような数少ない深刻な誤りがあった」として反対している。

### 磁気的影響
ブラントは、倫理的な発言が聴取者の態度に影響を与えることを意図しているというスティーブンソンの考えを「磁気的影響論」と名付けて批判した。ブラントは、聴取範囲外の人々の判断を含むほとんどの倫理的発言が、他人の態度を変える意図を持って発せられるものではないと主張する。20年前、ウィリアム・デイビッド・ロスは、彼の著書『倫理の基礎』でほぼ同じ批判を提供した。ロスは、情緒主義理論が一貫性を持っているのは、推奨、命令、または同じ発話の時点で何かを判断するといった単純な言語行為を扱う場合だけであるように思われる、と示唆する。
「あなたはこうするべきだ」というような言葉が、ある人を特定の方法で行動させるための手段として使われることは間違いない。しかし、「正しい」や「べき」の意味を正当に考慮するためには、「彼はこうするべきだ」「あなたはこうすべきだった」「もしこれとそれが事実であるならば、あなたはこうすべきだった」「もしこれとそれが事実であるならば、あなたはこうするべきだ」「私はこうするべきだ」といった表現も考慮しなければならない。義務の判断が、話し手でない第三者、または過去、または満たされなかった過去の条件、または単に可能とされる未来、または話し手自身を参照している場合、その判断を命令と記述することには何の妥当性もない。
この視点によれば、「ガリレオは地動説を撤回するように強制されるべきではなかった」という声明を命令、命令形、または推奨に翻訳することはほとんど意味がない。そうすれば、これらの倫理的声明の意味を根本的に変えることが必要になるかもしれない。この批判によれば、情緒主義理論と規範主義理論は、すべての倫理的主張の比較的小さな部分集合だけを命令に変換する能力しか持っていないように思われる。
ロスとブラントと同様に、アームソンはスティーブンソンの「情緒的意味の因果理論」（道徳的発言が聴取者の態度を変えるために行われたときにだけ情緒的な意味を持つという理論）に異議を唱え、それは「評価力を純粋に因果的な用語で説明するのは誤っている」と指摘する。これがアームソンの根本的な批判であり、彼はスティーブンソンが「態度を喚起する力」ではなく、「態度を称賛し、推奨する」観点から情緒的意味を説明すれば、より強力な議論ができただろうと示唆している。
ロスの本が書かれた後、しかしブラントやアームソンの前に書かれたスティーブンソンの『倫理と言語』では、情緒的な用語は「常に励ましの目的で使用されるわけではない」と述べている。例えば、「古代ローマでは奴隷制度は良かった」という文では、スティーブンソンは「ほとんど純粋に記述的な」意味で過去の態度を述べていると考える。そして、現在の態度についての議論では、「態度についての同意は当然とされている」ので、「彼は彼らを殺すことは間違いだった」という判断は、自分の態度を表すかもしれないが、「情緒的には無活性」であり、実質的な情緒的（あるいは命令的）な意味はない。スティーブンソンは、そのような文脈での文が規範的な倫理的な文として適格であるかどうかに疑問を持っており、規範倫理に最も典型的な文脈においては、「倫理的な語彙は情緒的であり記述的であるという二重の機能を持っている」と主張する。

### フィリッパ・フットの道徳的実在論
フィリッパ・フットは道徳的実在論の立場を採り、評価が事実に重ねられるときに新しい次元での約束がなされたという考えを批判する。「傷害」の言葉を使うことの実際的な意味を、類推によって紹介する。何でもかんでもが傷害としてカウントされるわけではなく、何らかの障害がなければならない。傷害によって手に入れられなくなったものを、その人が欲しがるとすると、私たちは古い自然主義の誤謬に陥っていないだろうかと指摘している。
「傷害」が避けるべきものと「必要なつながり」を持つ唯一の方法は、それが話し手が避けるつもりのものに適用されたときにだけ「行動を指導する意味」で使われるということだと思われるかもしれない。しかし、私たちはその論争の決定的な動きを注意深く見て、手や目を必要としない何かが起こるかもしれないという提案に疑問を呈すべきである。手や目は、耳や足のように、多くの操作に関与しているので、彼が全く何も望まない場合でなければ、彼がそれらを必要としないと言うことはできない。
フットは、この類推での手や目と同様に、美德が非常に多くの操作に大きな役割を果たしているので、それらの善さを示すために非自然主義の次元での約束が必要とすると仮定することは信じがたいと主張する。
「善い」という評価が真剣に行われるには実際の行動が必要だと考えていた哲学者たちは、意志の弱さについて困難に陥ってきた。そして、彼らは誰もが美德を目指し、悪徳を避ける理由があることを示すだけで十分だと認めるべきである。しかし、それが非常に難しいことだとは言えない。美德と悪徳とが何を意味するのかを考えてみれば。例えば、主要な美德、つまり賢明さ、節制、勇気、正義を考えてください。明らかに、どの男性も賢明さが必要だが、害が関与するときに快楽の誘惑に抵抗する必要はないのだろうか。そして、何らかの善のために恐ろしいものに直面する必要がないと彼が主張することはどういうことなのだろうか。節制や勇気が良い品質でないと言ったときに彼が何を意味しているのかは明らかではない。そして、これはこれらの言葉の「賞賛」の意味ではなく、節制と勇気が何であるかによるものだ。

### 基準の使用と基準の設定
スティーブンソンの磁気的影響論への基本的な批判の一部として、アームソンは倫理的な発言には二つの機能があると述べた。一つは「基準の使用」、すなわち、特定のケースに対する受け入れられた価値観の適用。そして二つ目は「基準の設定」、すなわち、受け入れられるべきだという価値観の提案である。そして、スティーブンソンはこれらを混同したという。「私はこれを承認する。同じように行動せよ」というスティーブンソンの発言は基準を設定するものであるが、ほとんどの道徳的な発言は実際には基準を使用するものであるため、スティーブンソンの倫理的な文に対する説明は不十分であるとアームソンは指摘した。コリン・ウィルクスは、スティーブンソンの一次発言と二次発言の区別がこの問題を解決すると反論した。「共有は良い」と言う人は、「共有はコミュニティによって承認されている」という二次発言をしているかもしれない。これはアームソンが道徳的な議論の最も典型的なものとして指摘した基準を使用する発言の類である。同時に、その発言は一次的な、基準を設定する文に簡略化することができる。「私はコミュニティが承認するものを何でも承認する。同じように行動せよ」。